# Pražská úvěrní banka
Pražská úvěrní banka (německy Prager Creditbank) byla založena pod názvem Úvěrní banka v Kolíně roku 1870. V meziválečném Československu to byla jedna z nejstarších a největších bank. Své sídlo měla v dnešní ulici ulici 28. října. V době svého největšího růstu (1923) za účelem rozšíření svých místností zakoupila rohový dvojdům Na Můstku "Velký úl" a další sousední 3 domy Na Můstku "Zlatá loď", "Dvě bílé holubice" a "U Samuele".

## Historie banky
Pražská úvěrní banka v Praze byla zřízena přeložením sídla Úvěrní banky z Kolína do pražské pobočky této banky v roce 1899, přičemž byla změněn i název na Pražskou úvěrní banku v Praze. Dne 12. září 1906 zahájila činnost třetí pobočka banky ve Lvově. Banka byla již před tím angažována v Haliči. Od roku 1910, kdy banka založila svou filiálku v Bělehradě, se angažovala v hospodářských stycích mezi českými zeměmi a balkánským slovanským teritoriem. V březnu roku 1911 byla Skupštinou království Srbského udělena koncese k vybudování továrny na cukr a rafinerii a koncem roku 1911 byla udělena koncese ke zřízení cukrovaru a rafinerie cukru v Bulharsku. Třetím podnikem banky na Balkáně byla přeměna pivovaru Michaela Kosovljanina v Jagodině v akciovou společnost „Parostrojní pivovar a sladovna Michael Kosovljanin“, akciová společnost v srbské Jagodině.
V roce 1912 byla zřízena pobočka banky v Sofii a stala se akcionářem fy „František Odkolek, akciová společnost, parní mlýn a továrna na chléb”. Předsedou správní rady byl po dlouhá léta velkostatkář Vilém Götzl, místopředsedou architekt a stavitel Matěj Blecha, jejichž jména byla spjata téměř s celým dosavadním vývojem Pražské úvěrní banky. Centrálním ředitelem byl císařský rada Julius Veselý (35 let ve službách ústavu a po 30 let jeho ředitelem).
Pražská úvěrní banka v roce 1918 odkoupila hnědouhelné doly od Společnosti buštěhradské dráhy a přejmenovala je na doly Prago. Roku 1919 začala vyjednávat se skupinou bank, v jejichž čele stala Société Générale v Paříži. Výsledkem jednání byla dohoda o účasti této skupiny bank na zvýšení akciového kapitálu banky. V roce 1921 byla likvidována pobočka ve Lvově. V zájmu trvalejších styků s Rumunskem převzala banka v roce 1920 většinu akcií Banca Romana de Comert si Industrie S. A. v Bukurešti.
Akcionáři koncernu Pražské úvěrní banky v roce 1927:
- Pražská úvěrní banka
- Kolínská továrna na výrobu umělých hnojiv
- H. Bergmann syn a spol., továrna na usně v Novém Bydžově
- Křižík
- Pražské akciové cihelny
- Textilní závody Hernych
- Továrna na filtry a pivovarské stroje B. H. Hellmann
- Akciový pivovar v Nuslích
- Srbsko-česká továrna a rafinerie cukru v Čupriji
- Bulharsko-česká akciová společnost pro průmysl cukerní v Gorne-Orechovici
- M. J. Kosovljanina, akciová společnost v Jagodině[8]

V roce 1929 do koncernu Pražské úvěrní banky přistoupily firmy:
- „Nostra”, obchodní akciová společnost, Praha
- Fr. Odkolek, akciová společnost parní mlýn a továrna na chléb, Vysočany[9]

V roce 1930 bylo provedeno sloučení Anglo-československé banky a České komerční banky s Pražskou úvěrní bankou. Nový ústav byl ustaven pod firmou "Anglo-československá a Pražská úvěrní banka v Praze". Banka soustřeďovala ve svém portfoliu průmyslové podniky různých odvětví v ČSR i v zahraničí, zejména na Balkáně.
Koncem roku 1938 jednali představitelé banky se zástupci Allgemeine Deutsche Credit-Anstalt v Lipsku o převzetí poboček banky na území zabraných Německem. V říjnu 1938 bylo bance na její žádost uděleno povolení ministerstva vnitra ke zřízení agentury v New Yorku. V srpnu 1940 byla na příkaz německých úřadů provedena změna firmy na „Pražskou úvěrní banku“, protože vadilo sousloví v názvu banky „Anglo-československá“. V prosinci 1941 byl zvýšen akciový kapitál. Ministerstvo financí dalo příkaz k sloučení Řeznicko-uzenářské banky v Praze s Pražskou úvěrní bankou. Počátkem roku 1943 bylo provedeno bankou sloučení resp. převzetí České diskontní banky v Praze. V tomto roce byla v rámci nové koncentrace bank nařízena likvidace banky. O její obchody a vklady se dělily německé ústavy v Praze.

## Architektonické řešení paláce
Budova banky (Palác Rapid, ulice 28. října č.p. 377/13) byla postavená v letech 1900–1902 na místě dvou klasicistních domů (U Zlatého jablka a U Větrníku), je jednou z prvních ukázek secesní architektury v Praze. Pozdně historizující, respektive neorenesanční stavbu postavil v letech 1901 až 1902 Matěj Blecha. Původně byl stavbou pověřen jeho bratr Josef, místopředseda správní rady banky, který však vážně onemocněl a v roce 1900 zemřel. Autorství plánů je tak nejisté. Bohatá sochařská dekorace je vrcholná práce Celdy Kloučka. Budova má půdorys ve tvaru písmene „U“, hlavní budova do ulice 28. října je čtyřpatrová se dvěma suterény a podkrovím, třítraktová. Obě křídla jsou jednotraktová. Fasáda hlavní budovy je sedmiosá. Až do druhého patra s bosáží. Ve 2. a 3. patře má balkóny s kamennou balustrádou. 3. a 4. patro člení pilastry s medailóny a konsolami hlavní římsy místo hlavic. Do balustrády nad hlavní římsou je vsazen podstavec pro sochu Merkura se dvěma andílky. Fasáda je zdobena secesními florálními motivy, dívčími i mužskými maskami, andílky a hady. Suprafenestra prostředního okna ve 3. patře nese monogram „PÚB“, pod římsou lze číst nápis „Postaveno L. P. 1902“. Objekt je památkově chráněn od 3. května 1958 a je veden jako nemovitá kulturní památka pod katalogovým číslem 1000150434.
Rozsáhlá rekonstrukce paláce v ulici 28. října, která byla provedena v roce 1923, zřídila monumentální vchod do budovy a novou prostrannou dvoranu se zasklenou galerií v 1. patře. Dvorana byla architektonicky řešena stroze. Bylo použito pravých mramorů, pro stěny „wertantic“ a pro dlažbu mramoru karrarského a suchomastského se sliveneckým. Při rekonstrukci byly instalovány nové trezory, které dodala firma firma Alfréda Ippena z Hradce Králové. Při vybudování dvorany, trezorů a bezpečnostních schránek byla použita nejmodernější stavební technika té doby pro bankovní budovy. Na armatury stěn ze železobetonu byly připevněny ohněm netavitelné litinové desky. Nové bylo i protipožární a bezpečnostní vybavení.
Rekonstrukci provedla firma arch. M. Blecha, spol. s r. o. z Karlína, zařízení bankovní dvorany dodala firma Ferdinand Kallik z Karlína, armatury stěn a bezpečnostní dveře do trezorů jsou dílem firmy Alfréda Ippena v Hradci Králové.

## Zánik banky
V roce 1945 banka obnovila svoji činnost, avšak v říjnu 1945 byla banka na základě dekretu prezidenta Beneše č. 102/45 znárodněna, stejně jako všechny ostatní československé banky. Při slučování v peněžnictví v roce 1948 splynula banka se Živnobankou, která potom bankovní dům v ulici 28. října používala až do své fúze s HVB Bank ČR v roce 2007. Dále tento bankovní dům využívala právě HVB Bank ČR resp. UniCredit Bank a po ní zde byla velká prodejna lahůdek Julius Meinl. V roce 2017 objekt (přejmenovaný na City Palais) koupila Investiční firma Redevco.